# Wet aansprakelijkheidsverzekering motorrijtuigen (Nederland)
De Wet aansprakelijkheidsverzekering motorrijtuigen (WAM) is een Nederlandse wet. De WAM heeft als doel het beschermen van verkeersslachtoffers. De dader moet dan wel civielrechtelijk aansprakelijk zijn op grond van onrechtmatige daad (art. 6:162 BW). (art. 3 lid 1 WAM) en tevens zijn de bijrijders meeverzekerd. Niet verzekerd zijn dieven van het motorrijtuig (art. 3 lid 1 WAM). De Staat en mensen met gemoedsbezwaren tegen de WAM zijn vrijgesteld van deze verzekeringsplicht (art. 16 lid 1 WAM). Mensen met gemoedsbezwaren zijn wel verplicht een bedrag te storten in het Waarborgfonds Motorverkeer, dat genoemd is in art. 23 WAM. 
Houders van het motorrijtuig zijn ook verplicht tot het sluiten van een WAM-verzekering (art. 2 lid 2 WAM): huurkoop, vruchtgebruik op het motorrijtuig. 
De benadeelde (het verkeersslachtoffer) kan rechtstreeks de verzekeraar aanspreken tot vergoeding van zijn schade (art. 6 lid 1 WAM). De verzekeraar kan tegen deze benadeelde niet de verweren inroepen die hij tegen de verzekerde had op grond van de verzekeringsovereenkomst (art. 11 lid 1 WAM): hij moet dus ook de schade vergoeden wanneer de verzekerde het ongeval had veroorzaakt door rijden onder invloed. 
Later heeft hij dan het recht op verhaal (regres) op de verzekerde (art. 15 lid 1 WAM). 
Wanneer de benadeelde niet kan achterhalen wie de aansprakelijke persoon is, wanneer de verzekeraar te weinig geld heeft om uit te keren of wanneer de vergoedingsplicht niet wordt nagekomen, heeft hij recht op een bijdrage uit het Waarborgfonds Motorverkeer (art. 25 lid 1 WAM). Het Waarborgfonds heeft dan weer een recht op verhaal (regres) op de aansprakelijke personen (art. 27 lid 1 WAM). 
De WAM is van dwingend recht, tenzij in de wet anders aangegeven (art. 16 WAM): er kan dus niet bij overeenkomst worden afgeweken.